# Gouverneur du Queensland
Le gouverneur du Queensland (en anglais : Governor of Queensland) est le représentant du roi d'Australie, Charles III, au niveau de l'État du Queensland. Ses fonctions sont similaires à celles du gouverneur général au niveau fédéral. La fonction est occupée par Jeannette Young depuis 2021.

## Rôle constitutionnel

Drapeau du gouverneur du Queensland.

La fonction de gouverneur est créée par la Constitution du Queensland. Son article 29, dans sa version de 2001, dispose que la fonction de gouverneur doit exister et que son titulaire doit être nommé par le monarque. Cependant, certaines dispositions du Constitution Act de 1867 liées au gouverneur sont encore en vigueur du fait qu'elles ne peuvent être modifiées par suite des peurs du gouvernement de Joh Bjelke-Petersen quant à la possible abolition des gouverneurs d’État à la suite de la crise constitutionnelle australienne de 1975.
Conformément aux conventions du système de Westminster, le gouverneur agit presque uniquement sur les conseils du chef du gouvernement, le Premier ministre du Queensland. Néanmoins, il retient des droits de réserve (Reserve powers of the Crown) en tant que représentant de la Couronne et peut nommer et démettre des ministres, accorder le pardon et dissoudre le Parlement du Queensland.
Le gouverneur préside le Conseil exécutif (Executive Council), l'équivalent au niveau du Queensland du Conseil exécutif fédéral. Le Conseil se compose des ministres du gouvernement en place. Le Juge en chef du Queensland (Chief Judge of Queensland) et d'autres juges du systèmes judiciaires du Queensland sont nommés par le gouverneur sur conseil du Conseil exécutif.

## Résidence officielle
Le gouverneur réside à la Government House à Brisbane depuis 1910. Le manoir, entouré de 14 hectares de jardin à Bardon, dans la banlieue de Brisbane, est aussi appelé « Fernberg ». L'ancienne Government House, désormais connue sous le nom de Old Government House, est utilisée de 1862 à 1910. Le bâtiment existe toujours et est aujourd'hui utilisé par l'université de technologie du Queensland.

## Compléments